# Kakhandaki, Bijapur
Kakhandaki là một làng thuộc tehsil Bijapur, huyện Bijapur, bang Karnataka, Ấn Độ.